# 통일전

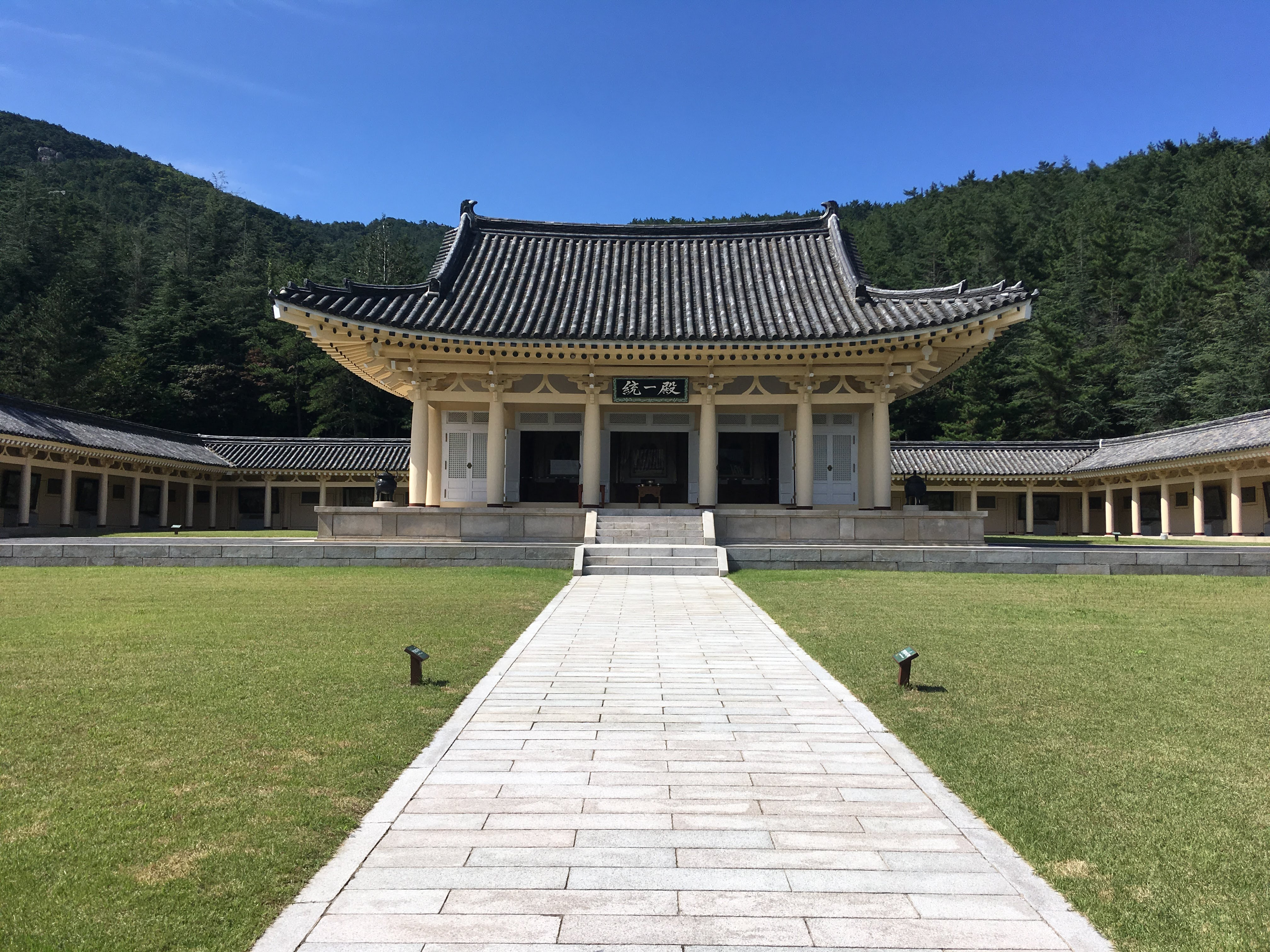
통일전

통일전(統一殿,Tongiljeon)은 경상북도 경주시 칠불암길 6에 있다. 신라가 이룩한 삼국 통일의 위엄을 기리고, 한국의 통일에 의지와 염원을 밝히기 위한 것이며, 역사적 의의와 통일전을 세운 깊은 뜻을 밝힌 기념비가 있다. 1977년에 박정희의 지시로 건립되었다. 통일전에는 또한 삼국을 통일하는 데에 큰 공을 세운 신라의 태종 무열왕 김춘추와 김유신 장군, 그리고 삼국 통일의 대업을 완수한 문무왕의 영정이 모셔져 있다.